# Makisu

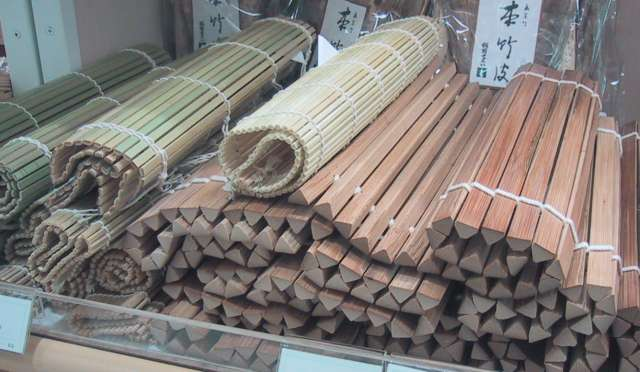
Makisu

Nella cucina giapponese il makisu (巻き簾) è una stuoia formata da legni di bambù legati assieme da corde di cotone, usata nella preparazione del cibo. Solitamente un makisu ha una dimensione di 25x25 cm, anche se ne esistono di varie dimensioni.

## Utilizzo
Il makisu è più che altro usato nella preparazione di un tipo particolare di sushi, chiamato makizushi (巻き寿司), ma può essere adoperato anche nella preparazione di altri piatti. 
Dopo l'uso, il makisu va pulito accuratamente e fatto asciugare completamente onde evitare lo svilupparsi di muffe. Per ridurre la necessità di pulizia, alcuni cuochi rivestono il makisu con una pellicola di plastica prima dell'uso. Questo è particolarmente indicato nella preparazione dell'uramaki (裏巻), ovvero un tipo di sushi con il riso disposto all'esterno dell'involtino. I makisu sono piuttosto economici, e a volte vengono semplicemente eliminati dopo l'uso.